# Georgi Konstantinowitsch Schukow

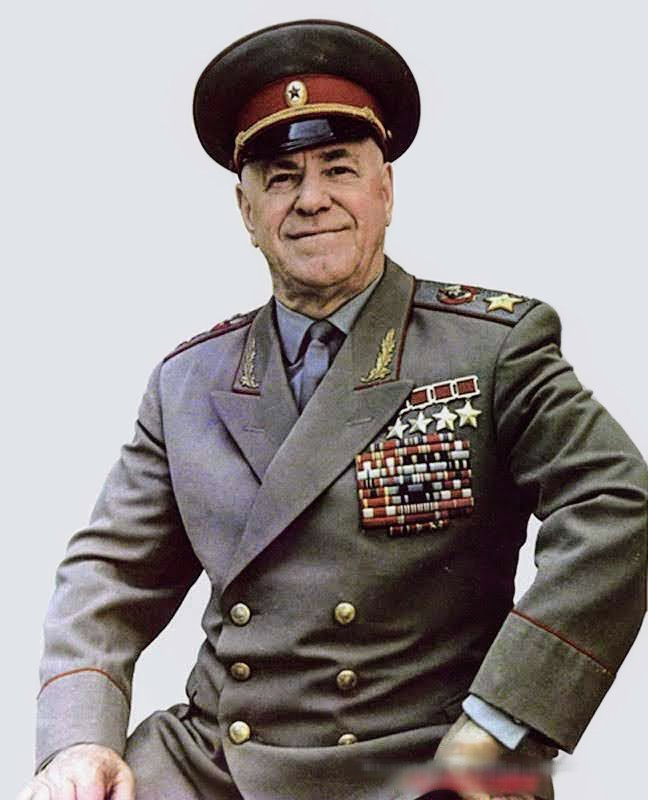
Georgi Konstantinowitsch Schukow

Georgi Konstantinowitsch Schukow bzw. Shukow (russisch Георгий Константинович Жуков, wissenschaftliche Transliteration Georgij Konstantinovič Žukov, anhörenⓘ; * 19. Novemberjul. / 1. Dezember 1896greg. im Dorf Strelkowka nahe Ugodski Sawod im Russischen Kaiserreich; † 18. Juni 1974 in Moskau) war Generalstabschef der Roten Armee, Marschall der Sowjetunion und von 1955 bis 1957 sowjetischer Verteidigungsminister.
Schukow wurde durch die erfolgreiche Verteidigung Moskaus (1941/42) sowie als Sieger der Schlacht von Stalingrad (1942/43) und der Schlacht um Berlin (1945) international bekannt. In der Nacht auf den 9. Mai 1945 nahm er in Berlin-Karlshorst als Vertreter der Sowjetunion die bedingungslose Kapitulation der deutschen Wehrmacht entgegen.

## Leben

### Jugend

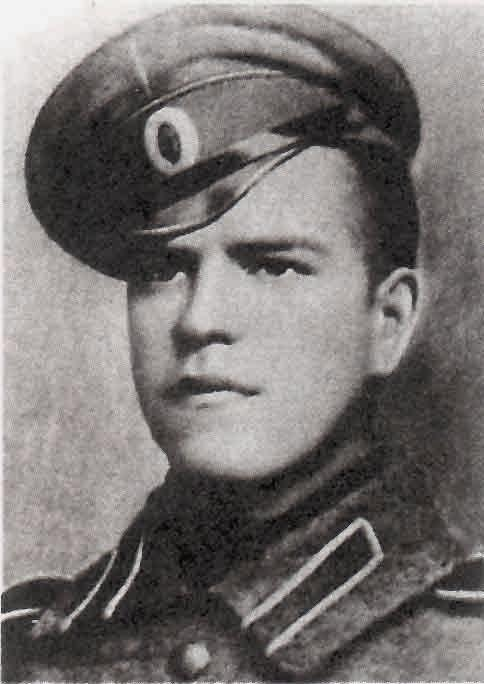
Schukow als Unteroffizier, 1916

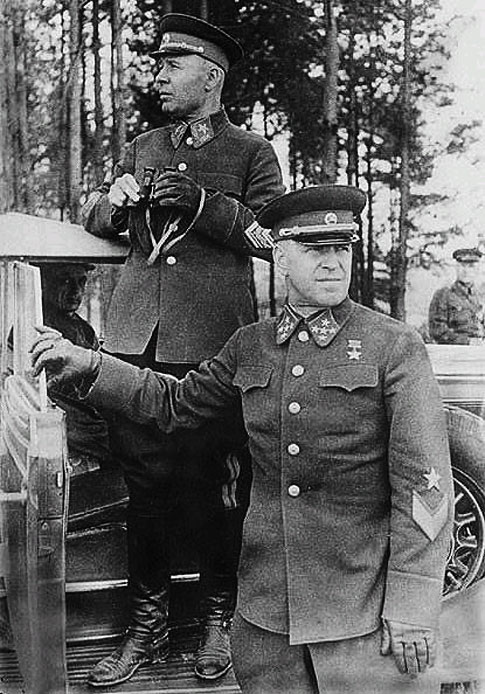
Armeegeneral Schukow (vorne) und Marschall Timoschenko bei taktischen Übungen des Kiewer Militärbezirkes, 1940

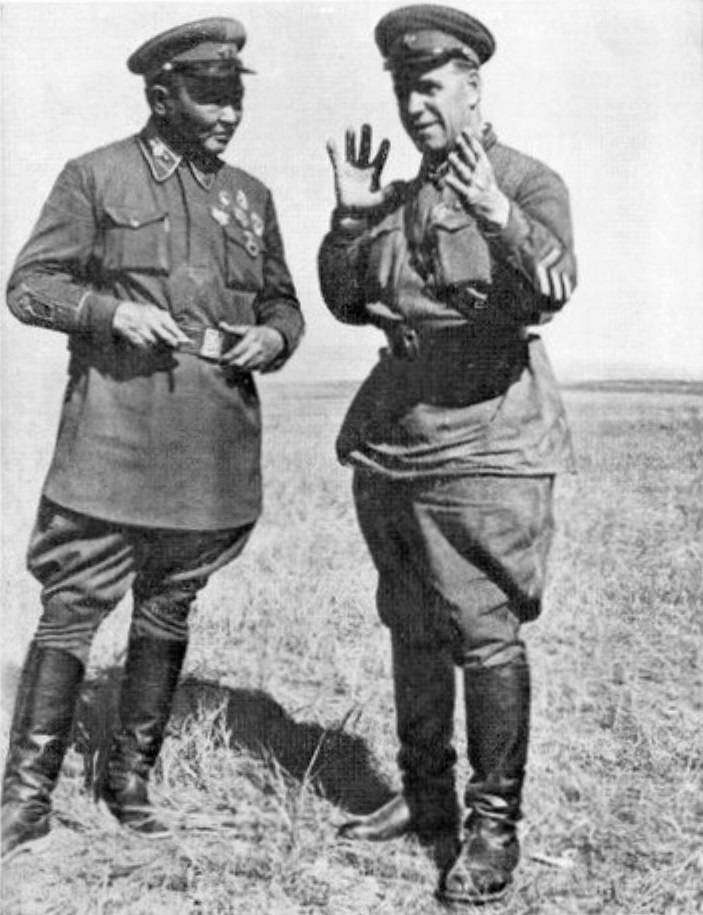
Schukow (rechts) und Marschall Tschoibalsan während der Schlacht am Chalchin-Gol, 1939

Als Sohn streng russisch-orthodoxer Eltern in Strelkowka im Gouvernement Kaluga aufgewachsen, besuchte Georgi Schukow eine kirchliche Grundschule. Seine Eltern waren Bauern. Ab 1908 machte er bei seinem Onkel in Moskau eine Kürschnerlehre und bereitete sich an einer Abendrealschule (Городское училище) auf das Abitur vor, das er 1911 ablegte.

### Erster Weltkrieg
1915 wurde er zu einem Dragonerregiment der Kaiserlich Russischen Armee eingezogen, wobei er seinen Schulabschluss verheimlichte. Diesen Schritt begründete er später damit, dass ihm sein Nachbar in Strelkowka, der Offizier war, als abschreckendes Beispiel gedient habe. Für seine Leistungen im Ersten Weltkrieg, in dem er vor allem als Aufklärer tätig war, erhielt er die Georgs-Kreuze 3. und 4. Klasse. Im Jahr 1917 als Sergeant verwundet, erlebte er die erste Phase der Revolution als Rekonvaleszent in seinem Heimatdorf und schloss sich Mitte 1918 den Bolschewiki an.

### Eintritt in die Rote Armee
In der Roten Armee begann Schukow als Schütze, stieg jedoch im Russischen Bürgerkrieg bald zum stellvertretenden Kompaniechef auf; 1919 führte er bereits eine Abteilung. 1919 wurde er bei Zarizyn (dem späteren Stalingrad, heute Wolgograd) verwundet.
Nach der Niederschlagung des Bauernaufstands von Tambow wurde ihm am 31. August 1921 seine erste sowjetische Auszeichnung, der Rotbannerorden, verliehen. Im Mai 1929 wurde ihm das Kommando über das 39. (Busuluker) Kavallerieregiment der 7. (Samaraer) Kavalleriedivision übertragen. Nachdem Schukow 1924 die höhere Kavallerieschule in Leningrad besucht hatte, kehrte er zur Truppe zurück und erhielt dort das Kommando über die 2. Brigade der 7. (Samaraer) Kavalleriedivision, die vom späteren Marschall Rokossowski geführt wurde. Im Folgejahr wurde Schukow nach Moskau versetzt, wo er als Gehilfe des Kavallerieinspektors Budjonny, eines Mitglieds des Revolutionären Militärrates der UdSSR, seinen Dienst versah. Im März 1933 erhielt er das Kommando über die 4. Kavalleriedivision, die er zu Höchstleistungen trieb, was ihm den Leninorden und im Juli 1937 das Kommando des 3. Kavalleriekorps einbrachte. Nach sieben Monaten wurde Schukow zum Kommandeur des 6. Kosakenkorps ernannt.

### Säuberungen und Krieg gegen Japan
Ab 1937 begannen die stalinistischen Säuberungen innerhalb der Roten Armee, die manche der von Schukow geschätzten Offiziere Dienststellung und Leben kosteten. Ende 1938 trug man Schukow den Posten des Stellvertretenden Befehlshabers des Weißrussischen Wehrkreises an.
Am 1. Juni 1939 erhielt er den Auftrag, das Kommando über die sowjetischen Streitkräfte (verstärktes 57. Sonderkorps) und die Mongolische Revolutionäre Volksarmee an der mandschurisch-mongolischen Grenze zu übernehmen. Er sollte der dort stationierten japanischen 6. Armee der Kwantung-Armee, mit der es laufend zu Grenzzwischenfällen am Chalchin-Gol kam, einen entscheidenden Schlag versetzen.
In der Schlacht am Chalchin Gol führte Schukow den Befehl am 20. August 1939 erfolgreich aus. Dieser Sieg wurde dadurch begünstigt, dass die Japaner mit einer veralteten Taktik operierten und die Ausrüstung veraltet war, so hatte ihre Artillerie keine panzerbrechenden Granaten. Trotzdem verloren die Sowjets bei ihrem Angriff zahlreiche Panzer und gepanzerte Fahrzeuge und zahlreiche Soldaten. Schukow wurde mit dem Stern eines Helden der Sowjetunion ausgezeichnet (insgesamt sollte er diese Ehrung viermal bekommen). Die geschlagenen Japaner waren sofort bereit, die Auseinandersetzung im Sinne Moskaus zu beenden. Dem Waffenstillstandsabkommen folgte im April 1941 ein japanisch-sowjetischer Neutralitätspakt.

### Im Zweiten Weltkrieg
In der ersten Phase des Zweiten Weltkriegs hatte der Hitler-Stalin-Pakt der Sowjetunion ermöglicht, ihre Grenzen weit nach Westen zu verschieben und sich mit Zeitgewinn auf den unvermeidlichen Krieg mit dem nationalsozialistischen Deutschland vorzubereiten. Bei der Wiedereinführung des Dienstgradsystems im Mai 1940 erhielt Schukow den Rang eines Armeegenerals. Im Juni 1940 ernannte ihn Stalin zum Befehlshaber des Kiewer Besonderen Militärbezirks, des größten Militärbezirks des Landes, zu dem auch die zuvor annektierte Westukraine gehörte, und der zwei Armeen umfasste. Unmittelbar danach hatte Schukow am 28. Juni den Oberbefehl bei der kampflosen Besetzung der rumänischen Territorien Bessarabien und Nordbukowina, welche die Sowjetunion anschließend annektierte.
Schukow hatte etwa ein halbes Jahr Zeit, sich einzuarbeiten, als sich immer deutlicher ein deutscher Aufmarsch gegen die Sowjetunion abzeichnete. Am 29. Dezember 1940 – elf Tage, nachdem Adolf Hitler mit der Weisung Nr. 21 die Vorbereitung auf das Unternehmen Barbarossa, den Angriff auf die Sowjetunion, befohlen hatte – unterrichtete der deutsche Diplomat Rudolf von Scheliha den sowjetischen Militärattaché in Berlin, General Wassili Tupikow, über den Inhalt dieser Weisung. Dennoch kam der deutsche Überfall für den Kreml völlig überraschend. Vorwürfe, es habe keine entsprechenden Pläne gegeben, weist Schukow in seinen Memoiren zurück:

„In Wirklichkeit gab es im Generalstab natürlich Operations- und Mobilmachungspläne der Streitkräfte. Sie wurden laufend ausgebaut und ununterbrochen korrigiert, dann unverzüglich der Führung des Landes unterbreitet und nach ihrer Bestätigung sogleich auf die Wehrkreise aufgeteilt.“

Nach einer Serie von Kriegsspielen, in denen Schukow die Möglichkeit eines erfolgreichen sowjetischen Angriffs auf den deutschen Machtbereich demonstriert hatte, ernannte ihn Stalin im Februar 1941 zum Chef des Generalstabs und stellvertretenden Verteidigungsminister. In dieser Position war er für die Ausarbeitung der Pläne zum sowjetischen Aufmarsch an den westlichen Grenzen verantwortlich. Nach einer Rede Stalins vor den Absolventen der sowjetischen Militärakademien, in der dieser die Notwendigkeit offensiven Vorgehens betont hatte, erarbeitete Schukow gemeinsam mit Verteidigungsminister Semjon Timoschenko einen Plan für einen Präventivkrieg gegen Deutschland, den sie am 15. Mai 1941 vorlegten. Ob und wie weit diese Überlegungen des Generalstabs der Roten Armee zum Plan eines strategischen Aufmarschs der Streitkräfte der UdSSR für den Fall eines Krieges gegen Deutschland und seine Verbündete umgesetzt wurden, ist in der Forschung umstritten. Dass der deutsche Überfall vom 22. Juni 1941 erfolgte, um einem sowjetischen Angriff zuvorzukommen, wie die NS-Propaganda und später die geschichtsrevisionistische Präventivkriegsthese behaupten, gilt in der Forschung aber als widerlegt.
Schukow und Timoschenko mussten am Vorabend des Krieges mehrfach bei Stalin vorsprechen, damit er Maßnahmen zur Erhöhung der Gefechtsbereitschaft genehmigte. Stalin war zu dieser Zeit überzeugt, die Deutschen keinesfalls provozieren zu dürfen, um keinen Kriegsvorwand zu liefern. Daher schob er selbst geringfügige Entscheidungen immer wieder auf, was er später gegenüber Churchill so rechtfertigte: „Ich rechnete mit einem Monat (…Aufschub…) und hoffte auf sechs.“ Erst in der Nacht vor dem deutschen Angriff wurde um 00:30 Uhr der Befehl zur vollen Gefechtsbereitschaft gegeben.

#### Kriegsbeginn und Schlacht um Moskau

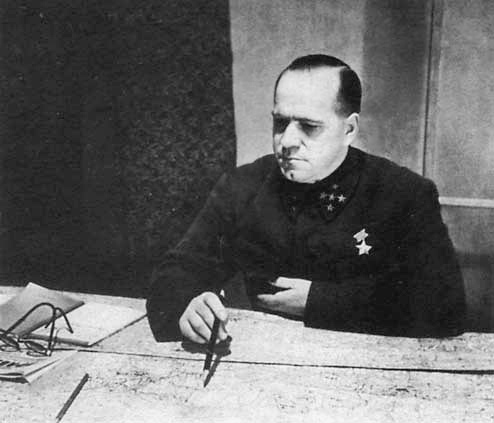
Schukow, Oktober 1941

Zu Kriegsbeginn am 22. Juni 1941 befand sich Schukow in Moskau, wo er als Oberbefehlshaber den Auftrag hatte, die Operationen der Großverbände Südwestfront und der Südfront zu koordinieren. Dabei kam es im Raum Rowno, Dubno und Luzk zu der bis dahin größten Panzerschlacht, als sich etwa 700 Panzer der deutschen Panzergruppe 1 und die etwa 2800 Panzer von fünf mechanisierten Korps der beiden sowjetischen Fronten gegenüberstanden. Schukow verlor die Schlacht trotz überlegener Kräfte, es kam auf sowjetischer Seite zu keiner klaren Schwergewichtsbildung, zudem kam die größere Kriegserfahrung der deutschen Truppen sowie deren massive Luftunterstützung zum Tragen.
Schukows nächster Einsatz erfolgte bei Jelnja. In diesem Gebiet hatte er eine Gegenoffensive vorgeschlagen, als bei Woronesch eine Krise auftrat, die beinahe zum Zerwürfnis mit Stalin führte. Laut Dimitri Wolkogonow entgegnete ihm Stalin: „Was für ein dummes Zeug! Unsere Truppen können nicht einmal eine Verteidigung organisieren, wie es sich gehört, und Sie schlagen einen Gegenstoß vor!“. Beleidigt bat Schukow um seine Abberufung als Generalstabschef. Er wurde Kommandeur der Reservefront. Die Offensive bei Jelnja gilt als erste erfolgreiche Offensive seitens der Roten Armee. Schukow wurde nach längeren Kämpfen im Rahmen der Kesselschlacht bei Smolensk kurz vor der Einschließung und Vernichtung seiner Kräfte abberufen. Im September 1941 kommandierte er die Leningrader Front und organisierte die Verteidigung der Stadt, die zu diesem Zeitpunkt kein deutsches Angriffsziel mehr war. Dabei scheute sich Schukow nicht, Befehle aufzuheben, die von Stalin persönlich autorisiert waren. So waren zum Beispiel die Schiffe der Baltischen Rotbannerflotte zur Selbstversenkung vorbereitet worden, damit sie nicht den Deutschen in die Hände fallen sollten. Schukow forderte dagegen: „Wenn diese Schiffe sinken, dann nur im Kampf“. Am 17. September 1941 erließ Schukow den Kampfbefehl der Leningrader Front, nach dem alle Kommandeure, Politkommissare und Soldaten erschossen werden sollten, die die Kampflinie ohne schriftliche Genehmigung des Militärsowjets der Front verließen.
Am 10. Oktober 1941, während der Doppelschlacht bei Wjasma und Brjansk, erhielt er den Befehl über die vereinigte West- und Reservefront, konnte aber nach der bereits erfolgten Einschließung mehrerer Armeen deren neuerliche Niederlage nicht mehr verhindern. In der Folge organisierte er während der Schlacht um Moskau die Verteidigung der Hauptstadt und führte die Westfront in der am 6. Dezember 1941 begonnenen erfolgreichen Gegenoffensive, die seinen militärischen Ruf begründete. Der Generalstabsoffizier Hans Meier-Welcker schrieb über ihn am 6. Januar 1942:

„Shukow, der Nachfolger Timoschenkos als Oberbefehlshaber, macht Operationen, die ich bewundern muß. Ich verfolge die Leistungen des russischen Heeres mit wachsendem Staunen.“

#### 1942
Im Frühling und Sommer des Jahres 1942 kommandierte Schukow die mit zehn Armeen überaus starke Westfront. Zusätzlich trug er die Verantwortung für die Kalininer Front unter Armeegeneral Konew, der über fünf Armeen verfügte. Schukow griff mit diesen Kräften von Januar bis August im Bereich Rschew–Sytschowka (Schlacht von Rschew) an, konnte trotz schwerer Verluste aber nur unbedeutende Geländegewinne erzielen. Am 26. August 1942 ernannte das Staatliche Verteidigungskomitee Schukow zum Stellvertreter des Obersten Befehlshabers. Dies war einer der entscheidenden Faktoren, der im Zusammenspiel mit anderen Faktoren wie der steigenden Qualität der sowjetischen Waffen und der damit verbundenen steigenden Kampfkraft der Roten Armee und der Schaffung neuer großer strategischer Reserven im Hinterland zu späteren sowjetischen Siegen führte. In der ersten Septemberhälfte war er zeitweilig Repräsentant der Stawka bei der Stalingrader Front, wo er eine Offensive gegen die deutsche 6. Armee leitete, die letztlich nicht zum erhofften Erfolg führte. Zusammen mit dem Chef des Generalstabs, Generaloberst Alexander Wassilewski, arbeitete er danach die Vorbereitung einer großangelegten Umfassungsoperation bei Stalingrad aus. Als am 19. November diese Gegenoffensive der Roten Armee begann, von der man die Einschließung von sieben deutschen Divisionen erwartete, koordinierte allerdings Wassilewski diese Operation. Schukow koordinierte den Angriff der Westfront und Kalininer Front während der Operation Mars. Laut Generalleutnant Pawel Anatoljewitsch Sudoplatow, dem Chef der Abteilung der Aufklärung NKWD, wurde diese Operation gezielt den Deutschen verraten, damit sie mehr Kräfte bei Rschew konzentrieren als bei Stalingrad. Schukow erfuhr es nie. Während Wassilewskis Angriff ein voller Erfolg wurde und die Kriegswende einleitete, hatte die Rote Armee zwar im Unternehmen Mars das Ziel nicht erreicht, den Brückenkopf Rschew zu beseitigen, durch ihre Aktionen aber das deutsche Oberkommando gehindert, von diesem Abschnitt beträchtliche Verstärkungen in den Raum Stalingrad abzuziehen. Im Gegenteil mussten die Deutschen dort zusätzlich vier Panzerdivisionen und eine motorisierte Division einsetzen, um das Aufmarschgebiet Rschew-Wjasma zu halten.

#### 1943

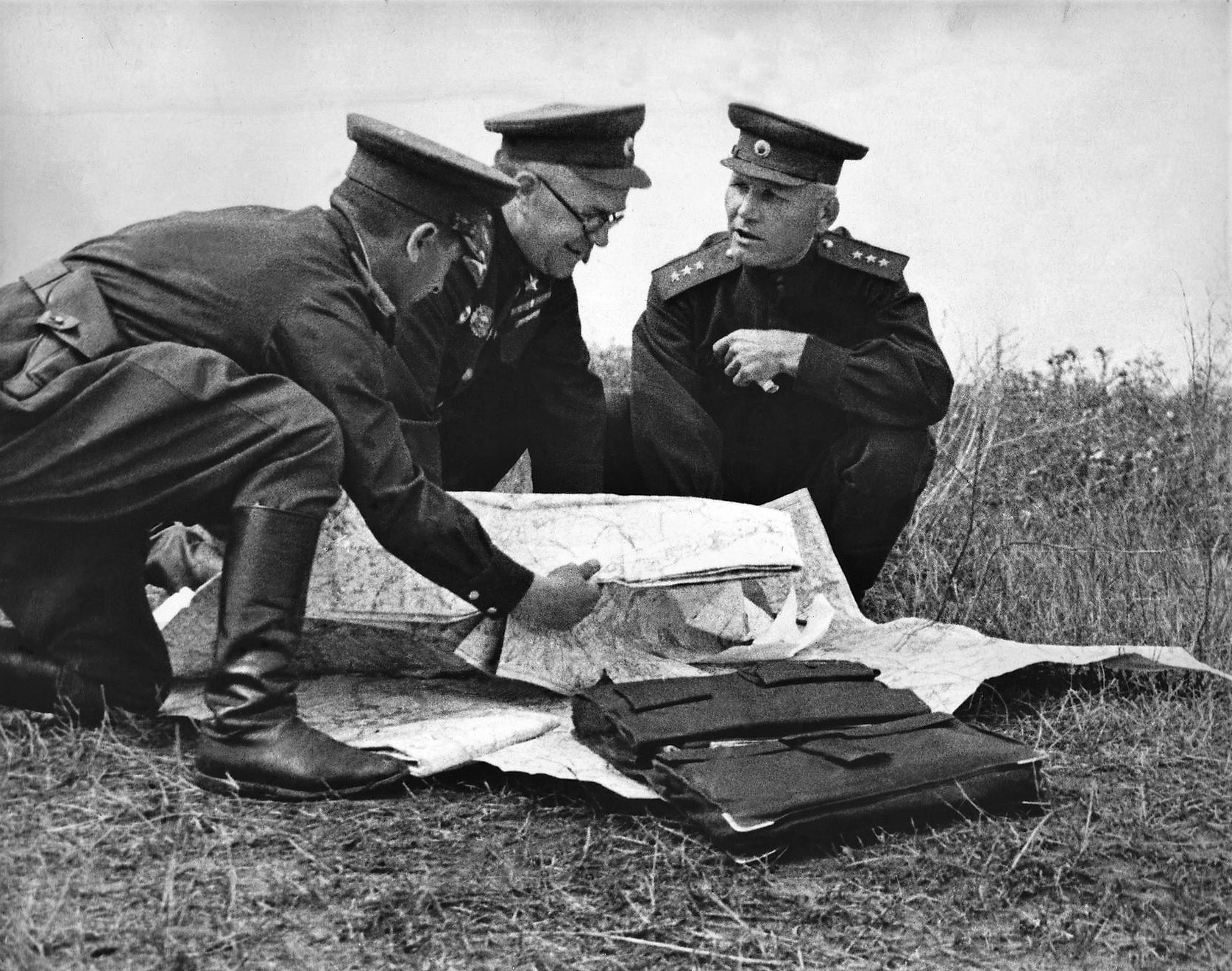
Schukow und Konew während der Schlacht bei Kursk, 1943

Anfang Januar 1943 wurde Schukow zusammen mit Woroschilow beauftragt, die Aktionen der Leningrader Front und der Wolchow-Front in der Operation Iskra zu koordinieren, die den Durchbruch der Blockade Leningrads im Raum des Ladogasees zum Ziel hatten. Am 18. Januar, dem Tag des Durchbruchs, wurde Schukow als erstem sowjetischen General während des Krieges der Rang eines Marschalls der Sowjetunion verliehen. Die beiden bei Stalingrad siegreichen Fronten Zentralfront und Woronescher Front stießen im Frühjahr 1943 weit nach Westen vor, erlitten dabei jedoch schwere Verluste und mussten aufgefrischt werden. Der durch einen deutschen Gegenangriff während der Schlacht um Charkow entstandene Frontbogen um Kursk wurde Ziel der deutschen Sommeroffensive. Auch bei dieser letztlich erfolgreichen Schlacht der Roten Armee, bei der die deutsche Seite endgültig die militärische Initiative an der Ostfront verlor, zählte Schukow zu den Entscheidungsträgern. Insbesondere sagte Schukow frühzeitig einen massiven deutschen Angriff auf den Kursker Frontbogen voraus und schlug eine defensive Strategie vor, um nach der Brechung der deutschen Angriffswellen mit bereitgestellten Reserven zur Gegenoffensive überzugehen. Dies wurde mit der Belgorod-Charkower Operation und der Orjoler Operation verwirklicht.
Ab August 1943 koordinierte Schukow das Vorgehen der Woronescher und Steppenfront während der Schlacht am Dnepr und der Befreiung Kiews im November. Danach leitete er die Schitomir-Berditschewer Operation.

#### 1944
Nach der Einkesselung einer größeren deutschen Gruppierung bei Korsun und der schweren Verwundung Watutins wurde er mit der Führung von dessen 1. Ukrainischer Front beauftragt. Im Zuge der Proskurow-Czernowitzer Operation erreichten seine Truppen im April die Karpaten. Am 10. April erhielt Schukow als erster Träger dieser Auszeichnung den höchsten sowjetischen Militärorden, den Siegesorden.
Im Sommer 1944 erzielte die sowjetische Armee durch den Zusammenbruch der deutschen Heeresgruppe Mitte infolge der Operation Bagration große Erfolge. Diese Operation war zeitlich mit der Invasion in der Normandie abgestimmt. Schukow koordinierte das Zusammenwirken der 1. und 2. Weißrussischen Front und später auch der 1. Ukrainischen Front während der Lwiw-Sandomierz-Operation. Im August 1944 bekam Schukow einen Sonderauftrag des Staatlichen Verteidigungskomitees, zum Stab der 3. Ukrainischen Front zu fliegen, um diese Front auf einen Krieg gegen Bulgarien vorzubereiten.

#### 1945

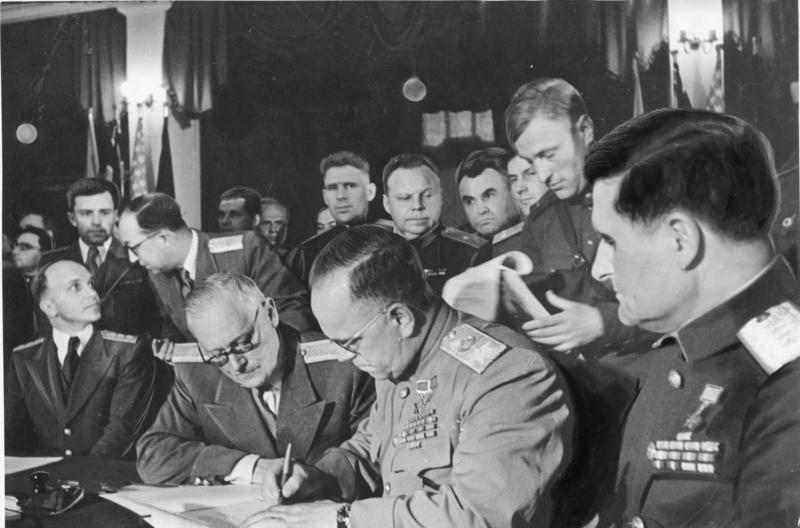
Schukow unterzeichnet für das Oberkommando der Roten Armee die Kapitulation der deutschen Wehrmacht in Berlin.

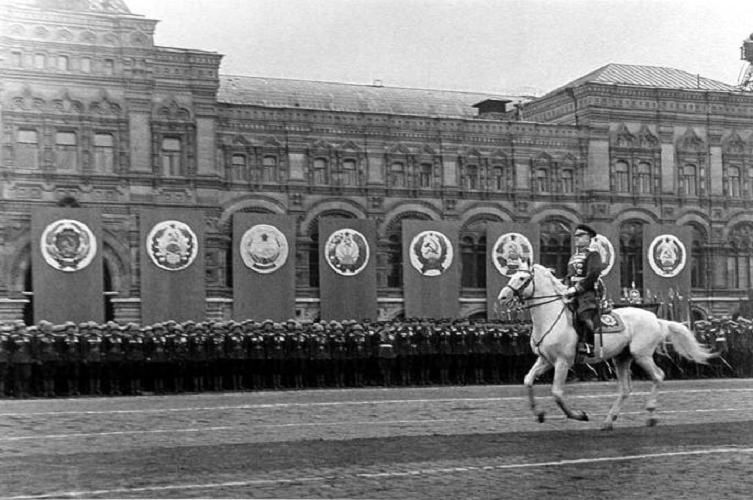
Schukow auf dem Roten Platz bei der Siegesparade der Roten Armee am 24. Juni 1945

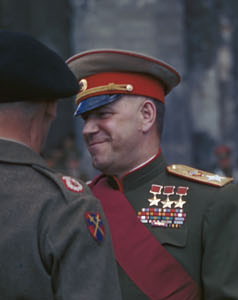
Schukow am Brandenburger Tor 1945

Ab November 1944 kommandierte Schukow die 1. Weißrussische Front, die Rokossowski hatte abgeben müssen. Mit ihr und der 1. Ukrainischen Front führte er Anfang 1945 die Weichsel-Oder-Operation durch, während der Warschau befreit und die deutsche Heeresgruppe A zerschlagen wurde. Im April und Mai 1945 leitete er mit Unterstützung von Rokossowskis 2. Weißrussischer Front und Konews 1. Ukrainischer Front die Schlacht um Berlin, das unter schweren Verlusten (vor allem an Panzern) erobert wurde. In der Nacht zum 9. Mai unterzeichnete Schukow für die sowjetische Seite die Urkunde über die bedingungslose Kapitulation der deutschen Wehrmacht.
Am 24. Juni 1945 nahm Schukow, einen Achal-Tekkiner-Schimmel reitend, auf dem Roten Platz in Moskau unter den Augen Stalins die Siegesparade der Roten Armee ab und hielt anschließend von der Tribüne des Lenin-Mausoleums herab die Siegesrede. Stalin ließ ihm den Vortritt, weil er selbst nicht mit den desaströsen Niederlagen der Jahre 1941 und 1942 assoziiert werden wollte. Erst in den folgenden Jahren wurde der Sieg über Nazi-Deutschland und Stalins angebliches militärisches Genie aber fester Bestandteil des Personenkults um ihn.

### Nachkriegszeit

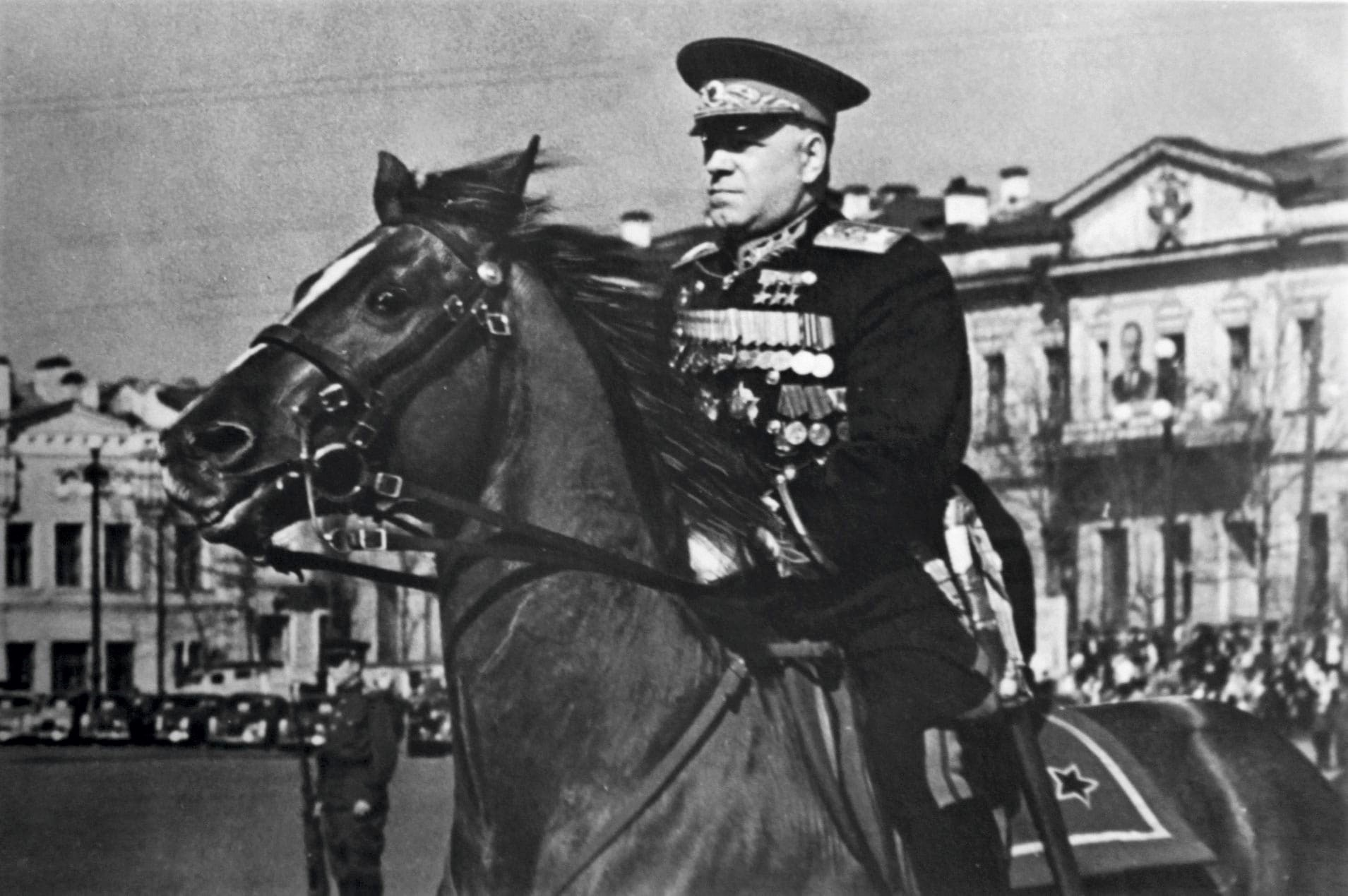
Marschall Schukow bei der Militärparade in Swerdlowsk, zwischen 1948 und 1950

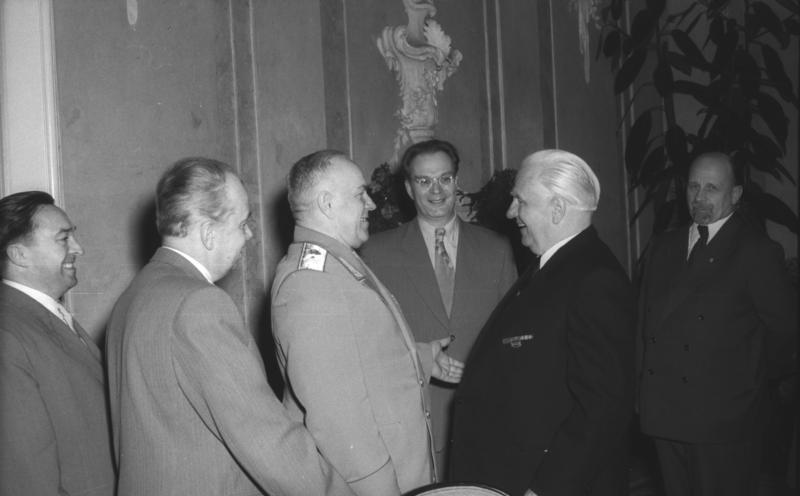
DDR-Präsident Wilhelm Pieck empfängt Schukow als Leiter einer sowjetischen Delegation, 1955

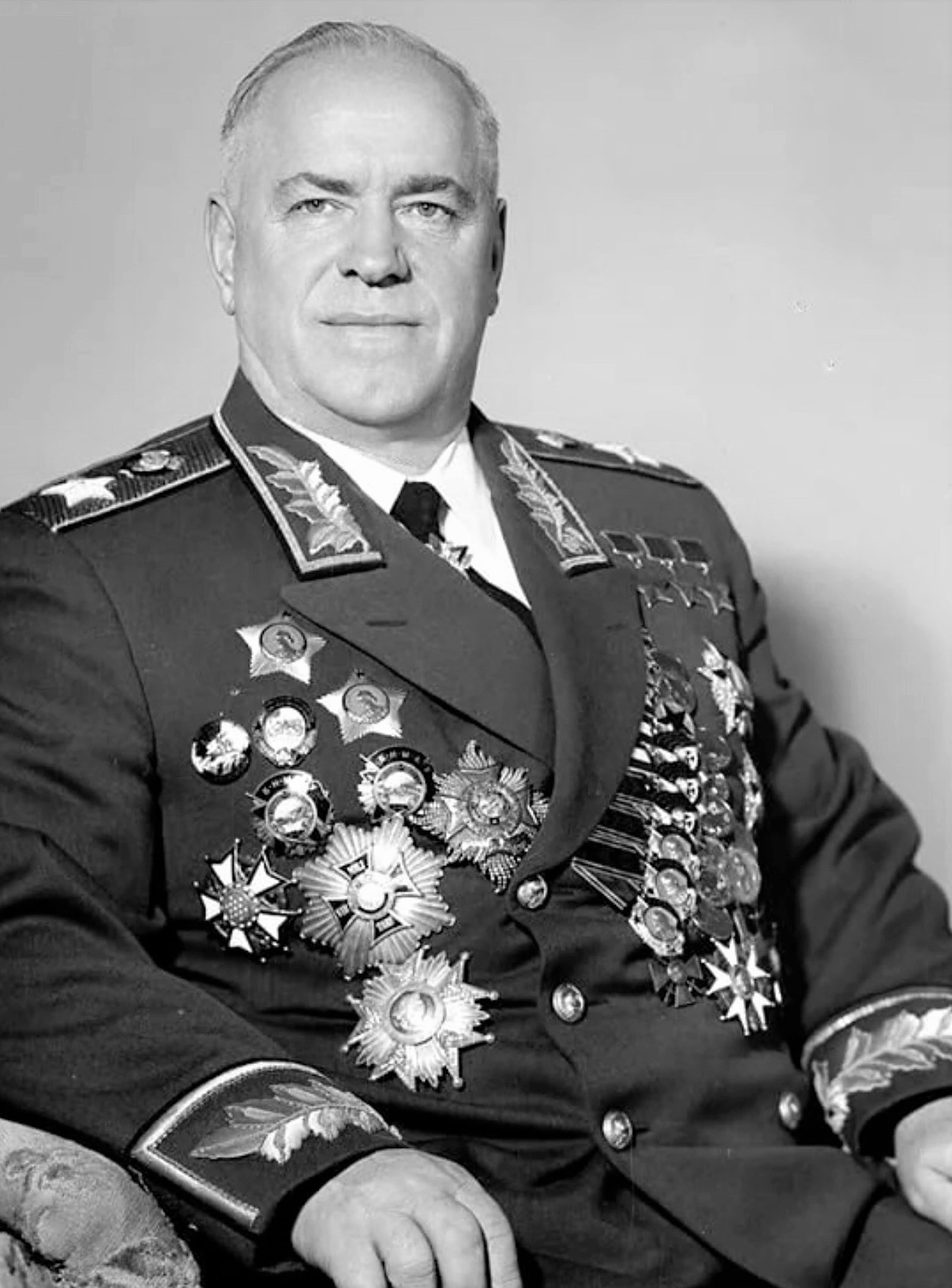
Schukow im Jahre 1960

Vom 9. Juni 1945 bis 12. März 1946 vertrat Schukow als Oberbefehlshaber der Gruppe der Sowjetischen Besatzungstruppen in Deutschland und Oberster Chef der Sowjetischen Militäradministration in Deutschland (SMAD) die Sowjetunion im Alliierten Kontrollrat und trug damit die Gesamtverantwortung für die sowjetische Besatzungspolitik in der Sowjetischen Besatzungszone (SBZ). Zu dieser Zeit ermöglichte die sogenannte „Schukow-Aktion“ die Ausreise sudetendeutscher Antifaschisten aus der CSR, wahlweise in die US-Zone oder die SBZ (ohne Vertreibungsverluste). Später wurde er stellvertretender Verteidigungsminister und bekleidete den neu eingerichteten Posten des Oberbefehlshabers der Landstreitkräfte. Weil Schukow seinen Ruhm ungeniert genoss, öffentliche Huldigungen entgegennahm, ohne Stalin dabei zu erwähnen, wurde dieser misstrauisch und ließ 1946 sieben Eisenbahnwaggons mit Möbeln beschlagnahmen, die Schukow als persönliche Beute aus Deutschland in die Sowjetunion überführen wollte, und degradierte ihn am 3. Juni 1946 zum Kommandeur des Militärbezirks Odessa. Als sich erwies, dass Schukows Popularität dadurch keinen wesentlichen Schaden erlitten hatte, befahl Stalin 1948 dem Minister für Staatssicherheit, Abakumow, Schukows Moskauer Wohnung und dessen Landhaus konspirativ durchsuchen zu lassen. Dort fanden die Tschekisten „nicht ein einziges Produkt sowjetischer Herkunft“, sondern große Mengen im besetzten Deutschland geraubter Gegenstände, darunter goldene Uhren, wertvolle Teppiche, Möbel und Gemälde. Als eine Durchsuchung in Odessa das gleiche Ergebnis erbrachte, musste Schukow sein gesamtes Diebesgut abgeben, wurde seiner Funktionen entbunden und in den Militärbezirk Ural versetzt. Nach Stalins Tod wurde Schukow zurückbeordert und erneut stellvertretender Verteidigungsminister und Chef der Landstreitkräfte.
In den Machtkampf zwischen Nikita Sergejewitsch Chruschtschow und Lawrenti Beria griff Schukow zugunsten Chruschtschows ein. Nach seinen Angaben war er es, der Beria im Verlauf einer Sitzung im Kreml festnahm. Berias Platz im Zentralkomitee der KPdSU nahm fortan Schukow ein.
Nach dem Tod Stalins hatte Schukow erneut versucht, die von ihm verurteilte Rentenlosigkeit und das Unrecht, das gefangengenommenen Soldaten der Roten Armee im Zweiten Weltkrieg widerfahren war, wiedergutzumachen. Auch jene Soldaten seien dem Vaterland treu geblieben.
Um seine Überzeugung eines möglichen Siegs eines Atomkriegs zu „beweisen“, ließ Schukow in einer Übung am 14. September 1954 je nach Quelle zwischen 45.000 und 50.000 Soldaten durch die Explosionszone einer Atombombe stürmen mit dem Übungstitel „Durchbruch der vorbereiteten taktischen Verteidigung des Feindes mit Atomwaffen“.
Am 9. Februar 1955 wurde Schukow Verteidigungsminister. In dieser Funktion war er für das völkerrechtswidrige Eingreifen sowjetischer Truppen in den Ungarischen Volksaufstand 1956 militärisch verantwortlich, sprach sich allerdings zunächst dagegen aus, als schwere Kämpfe drohten. Als jedoch Imre Nagy von einem Austritt aus dem Warschauer Pakt zu sprechen begann, stimmte er der Intervention zu.

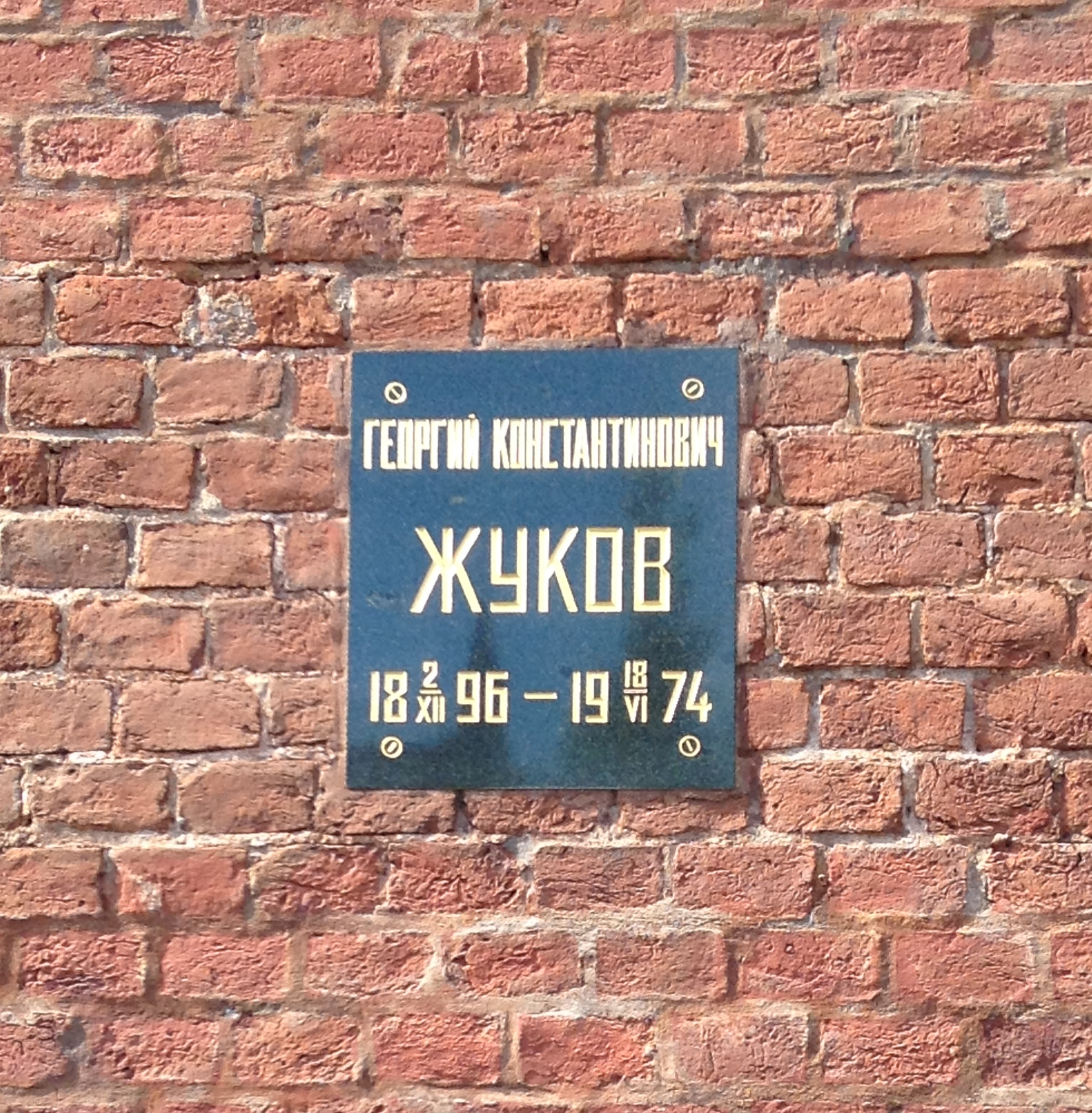
Urnengrab von Georgi Schukow

Als Chruschtschow zum Abschluss des XX. Parteitages der KPdSU in einer Geheimrede mit dem Stalinismus und dessen Verbrechen abrechnete, stieß dieses Vorgehen auf erhebliche Kritik hoher Funktionäre der KPdSU, die im Jahr darauf unter Führung von Molotow für die Absetzung von Chruschtschow plädierten. Letzterer wandte sich um Hilfe an Schukow, der bei einer entscheidenden Sitzung im Zentralkomitee der Partei im Juni 1957 das Blatt wendete, indem er mit dem Eingreifen der Armee zugunsten Chruschtschows drohte. Von Juni bis Oktober 1957 war Schukow Mitglied des Präsidiums des ZK der KPdSU. Als Chruschtschow etwas später begann, Armee und Flotte aus Kostengründen zu verkleinern und dafür die strategischen Nuklearstreitkräfte als eigentliches Abschreckungsmittel zu etablieren, leistete Schukow Widerstand und brüskierte mehrmals den Parteichef. Als sich Chruschtschow in seiner Autorität ernsthaft bedroht sah, nutzte er eine Jugoslawien-Reise Schukows und entfernte ihn am 26. Oktober 1957 aus seinem Ministeramt und dem Präsidium des ZK der KPdSU und versetzte ihn ein Jahr später in den Ruhestand.
Schukows Bibliothek soll 20.000 Bücher umfasst haben.
Marschall Schukow war zweimal verheiratet und hatte vier Töchter. Schukow starb am 18. Juni 1974 in Moskau im Alter von 77 Jahren. Seine Urne wurde am 21. Juni 1974 an der Kremlmauer in Moskau beigesetzt.

## Auszeichnungen
Schukow bekam viele sowjetische und ausländische Medaillen verliehen, darunter sechsmal der Leninorden, zweimal der Sowjetische Siegesorden, einmal der Orden der Oktoberrevolution,  dreimal der Rotbannerorden und zweimal der Suworow-Orden. Er ist vierfacher Held der Sowjetunion.

## Nachwirkung und Personenkult

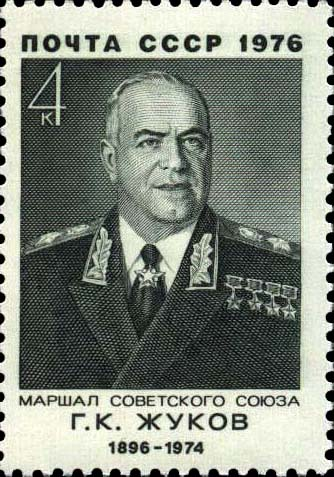
Georgi Schukow auf einer sowjetischen Briefmarke

Schukow wurde in der Sowjetunion und in der Mongolei als wichtigster Feldherr der Sowjetunion im Zweiten Weltkrieg betrachtet und dementsprechend verehrt. Dazu trug auch der Kult um seine Person bei, den er persönlich förderte, was zu seinem Sturz 1957 beitrug. 1980 wurde der Asteroid (2132) Zhukov nach ihm benannt. In den 1990er Jahren ließ ihm Boris Jelzin im Stadtzentrum Moskaus vor dem historischen Museum ein Reiterstandbild errichten und stiftete ihm zu Ehren 1994 den einklassigen militärischen Georgi-Schukow-Orden.
Schukows Biograph Otto Chaney urteilt:

„In der dunkelsten Zeit des Zweiten Weltkriegs triumphierte schließlich seine Standhaftigkeit und Entschlossenheit. Für Russen und Menschen überall bleibt er ein dauerhaftes Symbol des Sieges am Schlachtfeld.“

Weitere lobende Erwähnungen finden sich in den Memoiren Dwight D. Eisenhowers und Alexander Wassilewskis.
Schukow wurde postum Ehrenbürger der Stadt Belgorod, der Oblast Kaluga, der Stadt Kursk und der Stadt Malojaroslawez.
In Russland wurden 190 Prospekte, Straßen, Plätze und Gassen nach Schukow benannt. 1974 wurde das Dorf Ugodski Sawod, das einige Kilometer nördlich von Schukows Geburtsort liegt, in Schukow umbenannt. In Nicaragua wurde im April 2013 das G.K. Schukow-Lernzentrum für die Ausbildung von Fachkräften der Landtruppen eröffnet.

## Kritik
In seiner Erzählung Ein Heldenleben stellt Alexander Solschenizyn den Aufstieg von Georgi Schukow in der Sowjetunion dar. Ein Schlüsselerlebnis verortet Solschenizyn in der Niederschlagung des Bauernaufstands von Tambow, an dem Schukow 1920/21 als Unteroffizier teilnahm. Dort habe sich Schukow rücksichtsloses Vorgehen als Schlüsselqualität angeeignet. Solschenizyn zeichnet Schukow als an seinem Lebensende resignierten Mann, der von der KPdSU gegängelt wird und sich fragt, ob er nicht selbst den Griff nach der Macht hätte wagen können.
In der Auseinandersetzung um die Präventivkriegsthese, wonach die Sowjetunion 1941 einen Überfall auf Deutschland beabsichtigte, dem Hitler mit dem Unternehmen Barbarossa lediglich zuvorgekommen sei, kommt Schukow wegen seiner Angriffspläne aus dem Frühjahr und Sommer 1941, die Stalin bekanntermaßen nicht verwirklichte, eine größere Bedeutung zu. Im Jahr 2002 erschien eine Schukow-Biografie von Viktor Suworow, einem Hauptvertreter der Präventivkriegsthese, in der er sie unbeeindruckt von ihrer Ablehnung durch die Mehrzahl der Historiker fortschrieb, und Schukow als einen äußerst skrupellosen Egomanen schilderte.
Schukow wird von zahlreichen Historikern des sinnlosen „Verheizens“ eigener Truppen beschuldigt. Schukow äußerte, nach Zeugnis Eisenhowers unverhohlen, dass ihm Verluste gleichgültig waren: „Wenn wir auf ein Minenfeld kommen, greifen unsere Soldaten so an, als wäre es nicht dort.“ Bei der Weichsel-Oder-Operation und beim Vorrücken auf Berlin geschah dies angeblich zur Umsetzung von Stalins Vorgabe, als erster Alliierter in der Reichshauptstadt einzuziehen.
Im Jahr 1954 befehligte Schukow einen Kernwaffentest nordwestlich von Orenburg. Er selbst beobachtete die Explosion aus einem unterirdischen Bunker, während 5.000 Soldaten ein Übungsgefecht durchführen mussten und 40.000 Soldaten rund acht Kilometer vom Epizentrum stationiert waren. Die langfristigen Auswirkungen von Atombombenexplosionen waren damals allerdings noch unbekannt.

## Schriften
- Erinnerungen und Gedanken (russ.: Воспоминания и размышления), Erstveröffentlichung 1969 im Verlag der Presseagentur Novosti, Moskau. ISBN 978-5-4444-4288-3. Deutsche Übersetzung 1969 erschienen in der Memoirenreihe im Militärverlag der Deutschen Demokratischen Republik und in der Deutschen Verlags-Anstalt. Weitere Auflagen 1974 bis 2016.
- Воспоминания командующего фронтом. In: Битва за Москву. Московский рабочий, Москва 1966, S. 55–89, (online).
- Kosmos und Frieden. Nauka (Hauptredaktion Edition für das Ausland), Moskau 1985.DNB 890367590

## Filmische Rezeption
- Juri Oserow: Befreiung, 1969–72.
- Timofej Lewtschuk: Wenn sich der Feind nicht aufgibt, 1982.
- Juri Oserow: Die Schlacht um Moskau, 1983–85.
- Wladimir Schewtschenko: Der Gegenschlag, 1985.
- Juri Oserow: Der Große Heerführer Georgi Schukow 1995.
- Karen Schachnasarow: Die große Panzerschlacht 2012.
- Schukow. Fernsehserie 12 Teile. 2013. Regisseur: Aleksej Muradow.
- Die großen Feldherren – Georgi Schukow und die Schlacht von Berlin. Seventh Art Productions, Brighton, England.
- The Great Commanders, Part Six: Georgi Zhukov, gespielt von Brian Cox.
- Wolfgang Schoen, Holger Hillesheim, Susanne Stenner, Günter Moritz, Ingeborg Jacobs: Vier Kriegsherren gegen Hitler – Georgi K. Shukow: Verurteilt zum Sieg. tvschoenfilm, D 2001.[27]
- Armando Iannucci: The Death of Stalin, gespielt von Jason Isaacs